# Département des services d'architecture

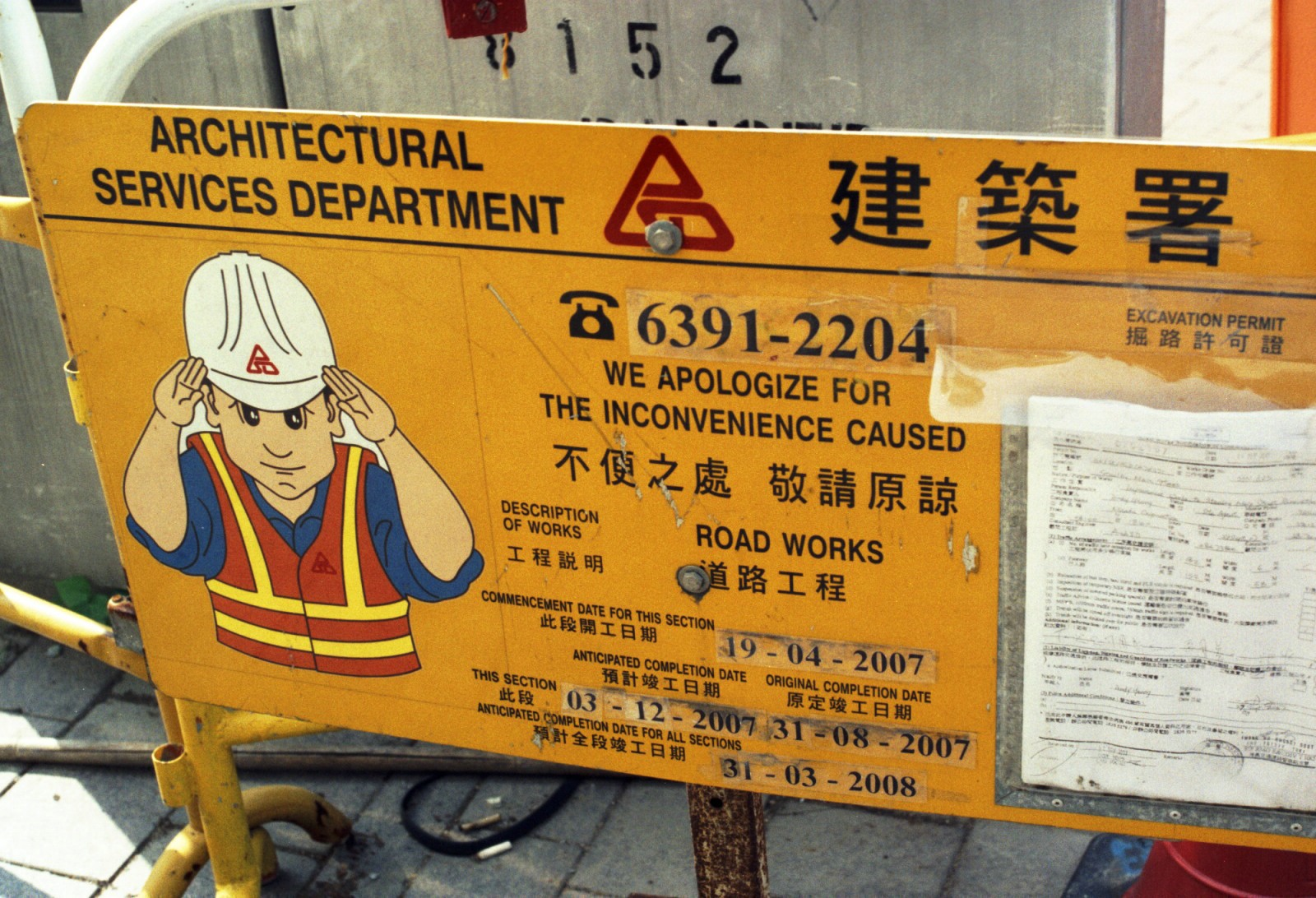
Panneaux de signalisation de travaux par le département des services d'architecture.

Le département des services d'architecture (建築署, Architectural Services Department) est une agence du gouvernement de Hong Kong, responsable de la conception et de la construction de nombreux équipements publics sur tout le territoire. Il est subordonné à la direction des travaux du bureau du développement (en)

## Histoire
Les origines du département des services d'architecture remontent au « Bureau d'architecture », l'un des sous-départements de l'ancien département des travaux publics (en), fondé en 1891, mais dont la structure à l'époque n'est apparemment pas claire. Le bureau d'architecture existe depuis 1939, mais à la suite de l'occupation japonaise, l'unité est occupée dans les années d'après-guerre aux travaux de reconstruction. Le rapport annuel de 1948 du ministère des Travaux publics signale que 274 édifices gouvernementaux ont été réparés cette année-là. Au cours des années 1960, le Bureau d'architecture est fortement impliqué dans les programmes de logements sociaux (en), mais ces fonctions sont transférées à l'Autorité du logement de Hong Kong (en) lors de sa création en 1973.
Le département des services d'architecture moderne est fondé en 1986 et relève directement du secrétaire aux terres et aux travaux. Certains des clients les plus prolifiques du département ont été le Conseil urbain et le Conseil régional, et leurs successeurs le département des loisirs et des services culturels et le département de l'hygiène alimentaire et environnementale (en).

### Projets significatifs (en tant qu'architecte)
- Embarcadère de ferries d'Edinburgh Place (en) (1957)
- Anciens bureaux du gouvernement central (en) (1954–1959)[4]
- Hôpital Queen Elizabeth (en) (1963)[5]
- Murray Building (en) (1969)
- Musée de l'espace de Hong Kong (1980)[6]
- Hôpital dentaire Prince Philip (en) (1981)[7]
- Hong Kong Coliseum (1983)[8]
- Immeuble de la Cour suprême (en) (1984)[9]
- Bibliothèque publique de Kowloon (en) (1985)[10]
- Wanchai Tower (1985)
- Bureaux du gouvernement de Queensway (en) (1986)[11],[12]
- Musée du rail de Hong Kong (1986)[12]
- Complexe de la mairie de Sha Tin (en) (1987)
- Complexe de la mairie de Tuen Mun (1987)[13]
- Centre culturel de Hong Kong (1989)[14],[15]
- Immigration Tower (en) (1990)
- Revenue Tower (en) (1990)
- Musée d'art de Hong Kong (1991)[16]
- Centre de rétention de réfugiés de Tai A Chau (1991)[8]
- Chambres du Conseil régional et siège du département des services régionaux (en) (1991)
- Hôpital Pamela Youde Nethersole Eastern (en) (1992)
- Stade de Hong Kong (1994)[17] avec HOK Sport
- Parc de la citadelle de Kowloon (1995)[15]
- Siu Sai Wan Sports Ground (1996)[18]
- Université d'éducation de Hong Kong (1997) avec P&T Architects[19]
- Bureaux du gouvernement de Cheung Sha Wan (en) (1999)
- Abattoirs de Sheung Shui (en) (1999)
- Théâtre Kwai Tsing (en) (1999)
- Musée de la défense côtière de Hong Kong (2000)[20]
- Bibliothèque centrale de Hong Kong (en) (2001)[21],[22]
- Stanley Municipal Services Building (2005)[23]
- Centre des visiteurs du parc des zones humides de Hong Kong (2006)
- Bloc de réadaptation de l'hôpital de Tuen Mun (en) (2007)[23]

## Directeurs
- José Lei (en), 1986-1991
- Paul Jeremy Corser, 1991-1993
- Kenneth Chan, septembre 1993 – avril 1997
- Pau Shiu-hung (en) (鮑紹雄), octobre 1997 – 2 novembre 2002
- Yue Chi-hang (余熾鏗), 3 novembre 2002 – 4 juillet 2009[24]
- Marigold Lau Lai Siu-wan (劉賴筱韞), 5 juillet 2009 – 16 octobre 2011[25]
- Leung Koon-kee (梁冠基), 17 octobre 2011 – 9 décembre 2017[26]
- Sylvia Lam Yu Ka-wai (林余家慧), 10 décembre 2017 - 17 décembre 2020[27]
- Winnie Ho Wing-yin (何永賢), depuis le 18 décembre 2020[28]